# Rubus mirus
Rubus mirus är en rosväxtart som beskrevs av Liberty Hyde Bailey. Rubus mirus ingår i släktet rubusar, och familjen rosväxter. Inga underarter finns listade i Catalogue of Life.